# 트라우스모사우루스
트라우스모사우루스(학명:Thrausmosaurus serratidens)는 도마뱀목 바리놉스과에 속하는 도마뱀이다. 지금은 멸종된 종으로서 전체적인 몸길이가 3~4m인 거대한 도마뱀에 속한다.

## 특징
트라우스모사우루스는 멸종된 바라노피과의 시냅스드 플라이코사우루스속이다. 바라노피과의 구성원들을 닮은 모든 것들과 마찬가지로 트라우스모사우루스는 현대의 모니터 도마뱀을 닮았고 같은 생활방식을 가지고 있었을지도 모른다. 이 종류와 유일한 종은 1962년에 R. C. 폭스에 의해 치아를 포함한 세 개의 화석화된 턱 조각으로부터 설명되었다. 시료는 미국의 오클라호마주 코만치 카운티 포트실 북쪽의 석회석 채석장에서 발견된 균열 채움 퇴적물에서 회수되었으며 이 퇴적물은 로어 퍼미언의 쿵구리안(레오나르디안)의 것으로 추정된다. 트라우스모사우루스는 폭스에 의해 치아의 구조와 곡률에 근거하여 스페나코돈티과에 속하도록 지정되었다. 속은 활자체가 재검사될 때까지 스페나코돈티과에 남아 있었다. 1986년에 R. 레이스즈에 의해 시냅시다 인서태 세디스에 형식 표본을 재지정하였는데 이 표본을 다른 시냅스와 물질의 관계를 확인할 수 없었다. 이 의견은 1999년에 설리번과 레이스에 의해 재확인되었다. 2009년에 에반스 외에서는 표본을 추가 조사하여 속명 유효성을 재확인하고 속명을 바라노피대에 넣었다. 그러나 그들은 트라우스모사우루스 세라티덴스란 종을 유지하기에 충분한 뚜렷한 문자를 결정할 수 없었고, 따라서 노멘 두비움이라는 이름을 선언했다. 트라우스모사우루스는 앞다리와 뒷다리가 매우 크게 발달하였으며 이는 바라놉스과에 속하는 도마뱀들과 같은 특성을 공유한다. 양턱에는 총 15~25개의 삼각형 모양을 가진 이빨을 가지고 있다. 먹이로는 당대에 서식했던 곤충, 절지동물과 같은 육식성의 먹이와 식물의 잎이나 열매 등을 주로 먹고 살았을 잡식성의 도마뱀으로 추정되는 종이다.

## 생존시기와 서식지와 화석의 발견
트라우스모사우루스가 생존했었던 시기는 고생대의 페름기로서 지금으로부터 2억 9000만년전~2억 4500만년전에 생존했었던 종이다. 생존했었던 시기에는 북아메리카를 중심으로 하여 당시에 존재했었던 초원, 산림 등에서 주로 서식했었던 도마뱀이다. 화석의 발견은 1962년에 미국의 페름기에 형성된 지층에서 미국의 고생물학자인 R. C 폭스에 의하여 처음으로 화석이 발견되어 새롭게 명명된 종이다.

## 같이 보기
- 파충류
- 고생대
- 페름기
- 도마뱀
- 화석